# Alexander Bienengräber
Alexander Bienengräber (* 8. September 1911 in Lüdenscheid; † 12. Juli 1991 in Rostock) war ein deutscher Pathologe.

## Leben
Nach dem Abitur in Dessau studierte Bienengräber ab 1932 Medizin an der Universität Leipzig und der Julius-Maximilians-Universität Würzburg. In Leipzig wurde er 1938 zum Dr. med. promoviert.
Nach ärztlicher Tätigkeit in verschiedenen Kliniken vom Universitätsklinikum Leipzig ging er 1939 als Assistent in die Leipziger Pathologie. 1942 zur Luftwaffe eingezogen, diente er als Sachbearbeiter und Oberarzt beim sächsischen Luftgaupathologen in Leipzig. Er schied 1948 aus der Leipziger Pathologie aus.
Im selben Jahr an der Ernst-Moritz-Arndt-Universität Greifswald  habilitiert, war er dort bis 1953 kommissarischer Institutsdirektor der Pathologie. Nach drei Jahren an der Humboldt-Universität zu Berlin kam er 1958 als Professor für Pathologische Anatomie an die Universität Rostock. Von 1960 bis 1966 war er Prorektor für Forschungsangelegenheiten. Zu seinen Schülern gehört der Neuropathologe Paul Schröter. Bienengräber wurde 1976  emeritiert.
Sein Sohn war der Mediziner und Hochschullehrer Volker Bienengräber.

## Werke
- Pathohistologie. Nach den Prinzipien der Pathologie. Jena 1963, 3. Aufl. 1970.
- mit Wolfgang Rosenthal und Walter Hoffmann-Axthelm: Spezielle Zahn-, Mund- und Kieferchirurgie, 2. Aufl., Leipzig 1963, 3. Aufl., Leipzig 1971.
- Klinikopathologie. Pathologisch-diagnostisches Praktikum mit Sektionsanleitungen. Jena 1967.
- Nicht immer ist der Mensch nur heiter, er kann auch krank sein und so weiter. Ein Zwiegespräch mit Wilhelm Busch im Licht moderner Medizin. Berlin 1970, 7. Aufl. Berlin 1990.
- mit Karl Heinz Herzog: Praktische Krebsbekämpfung. Prophylaxe–Diagnose–Therapie. Leipzig 1981.

## Ehrungen
- Rudolf-Virchow-Preis (DDR) (1964)
- Philipp-Pfaff-Medaille (1970)
- Obermedizinalrat (DDR) (1971)
- Dr. med. h. c. der Universität Debrecen
- Ehrenmitglied der Mecklenburg-Vorpommerschen Gesellschaft für Zahn-, Mund- und Kieferheilkunde